# ラルフ・アイネソン
ラルフ・アイネソン（Ralph Michael Ineson, 1969年12月15日 - ）は、イングランドの俳優。ラルフ・イネソンとの表記もある。
リーズ出身。ランカスター大学卒業。
テレビドラマ『ゲーム・オブ・スローンズ』のダグマー役や、『ハリー・ポッターシリーズ』の死喰い人アミカス・ カロー役などで知られる。ホラー映画『オーメン』のプリクエルにあたる『オーメン:ザ・ファースト』に、オリジナル版でパトリック・トラウトン、リメイク版ではピート・ポスルスウェイトが演じたブレナン神父役で出演した。

## 主な出演作品

### 映画
- ショッピング Shopping (1994) - ディックス
- トゥルーナイト First Knight (1994) - ラルフ 役 | 吹替 - 大川透
- シューティング・フィッシュ（英語版）Shooting Fish (1997) - Mr. Ray 役
- フロム・ヘル From Hell (2001) - Gordie 役
- テロ・ポイント ロンドン爆破へのカウントダウン（英語版） Shoot on Sight (2007) - Marber 役
- くたばれ!ユナイテッド -サッカー万歳!- The Damned United (2009) - 狂ったリポーター 役
- ハリー・ポッターと謎のプリンス Harry Potter and the Half-Blood Prince (2009) - アミカス・カロー
- ロビン・フッド Robin Hood (2010) - 北部人 役
- 家族の庭 Another Year (2010) - ドリル作業員 役
- ハリー・ポッターと死の秘宝 PART1 Harry Potter and the Deathly Hallows – Part 1 (2011) - アミカス・カロー 役
- ハリー・ポッターと死の秘宝 PART2 Harry Potter and the Deathly Hallows – Part 2 (2011) - アミカス・カロー 役
- イントルーダーズ Intruders (2011) - アラームインストーラ 役
- 大いなる遺産 Great Expectations (2012) - 軍曹 役
- わがままな大男（英語版） The Selfish Giant (2013) - ジョニー・ジョーンズ 役
- ガーディアンズ・オブ・ギャラクシー Guardians of the Galaxy (2014) - ラヴェジャーズのパイロット 役
- キングスマン Kingsman: The Secret Service (2014) - 警察官 役
- ウィッチ The Witch / The VVitch: A New-England Folktale (2015) - ウィリアム 役
- スノーホワイト/氷の王国 The Huntsman: Winter's War (2016) - バーテンダー 役
- スター・ウォーズ/最後のジェダイ Star Wars: The Last Jedi (2017) - 年配のファースト・オーダー士官（アンシヴ・ガーマス）役
- ワイルド・ストーム The Hurricane Heist (2018) - コナー・パーキンス 役 | 吹替 - 大塚芳忠
- レディ・プレイヤー1 Ready Player One (2018) - リック 役 | 吹替 - 玄田哲章
- バスターのバラード The Ballad of Buster Scruggs (2018) - 黒服の男 役 | 吹替 - 仲野裕
- ザ・ボーイ 〜残虐人形遊戯〜 Brahms: The Boy II (2019) - ジョセフ 役
- ドクター・ドリトル Dolittle (2019) - アーナル・スタビンズ 役 | 吹替 - ふくまつ進紗
- ガンパウダー・ミルクシェイク Gunpowder Milkshake (2021) - ジム・マカレスター 役 | 吹替 - 田島章寛
- マクベス The Tragedy of Macbeth (2021) - 指揮官 役
- グリーン・ナイト The Green Knight (2021) - 緑の騎士（英語版） 役 | 吹替 - 菊池康弘
- ノースマン 導かれし復讐者 The Northman (2022) - ヴォロディミル 役 | 吹替 - 斎藤淳
- ヴァチカンのエクソシスト The Pope's Exorcist (2023) - アスモデウス 役：声の出演
- ザ・クリエイター/創造者 The Creator (2023) - アンドリュース 役 | 吹替 - 玄田哲章
- オーメン:ザ・ファースト The First Omen (2024) - ブレナン神父 役
- ノスフェラトゥ Nosferatu (2025) - ヴィルヘルム・ジーヴァース医師 役 | 吹替 - 山内健嗣
- ファンタスティック4:ファースト・ステップ The Fantastic Four: First Steps (2025) - ギャラクタス 役 | 吹替 - 楠大典
- Frankenstein (2025予定)

### テレビドラマ
- タッチング・イーブル〜闇を追う捜査官〜 Touching Evil (1999)
- The Office The Office (2001-2003)
- コロネーション・ストリート Coronation Street (2005)
- シェイクスピア21 マクベス ShakespeaRe-Told Macbeth (2005)
- ダルジール警視 Dalziel and Pascoe (2006)
- ウェイキング・ザ・デッド 迷宮事件捜査班 Waking The Dead (2008)
- ケース・センシティブ 静かなる殺人 Case Sensitive (2011-2012)
- ゲーム・オブ・スローンズ Game of Thrones (2012)
- ピーキー・ブラインダーズ Peaky Blinders (2016)
- アブセンシア 〜FBIの疑心〜 Absentia (2017)
- チェルノブイリ Chernobyl (2019) ミニシリーズ
- ダーククリスタル: エイジ・オブ・レジスタンス The Dark Crystal: Age of Resistance (2019) 声の出演